# 兒媳
兒媳是兒媳妇的省称，古汉语称“媳”，特指儿子的妻子，也可以用「媳婦」指代；在閩語、粵語、吴语等多谓之新妇（粵語白讀為pou5，音「抱」），粵語口语又称家嫂，晉語称“媳妇子”，均指“兒媳”。“媳妇”一词在东北、华北等地专指自己的配偶；而在古汉语及现代的其他地区，“媳妇”也可以泛指已婚的年轻女性，例如俗称的“大姑娘、小媳妇”，泛指已婚和未婚的年轻女性。
可以更改“媳妇”一词前面表示辈分的词，用来指其同辈或晚辈男性亲属的妻子，如“兄弟媳妇”泛指兄弟的妻子（专称则须区分长幼，兄长的妻子称嫂子、弟弟的妻子称弟妹或弟媳），“侄媳妇”是指侄子的妻子，“孙媳妇”指孙子的妻子。
由于儿媳与婆婆生长在不同的家庭，生活习惯和思想上常会有不同乃至冲突，而辈分带来的权威性又使得婆婆对儿媳的小家庭具有重要影响，因此華人社會常会出现新型的「婆媳問題」。有些婆婆會刁難兒媳，也有些兒媳會對婆婆不敬，产生了各种极端的例子；但也有部分婆媳相处亲如母女。